# Toteisverlandung Schwarzelmoos

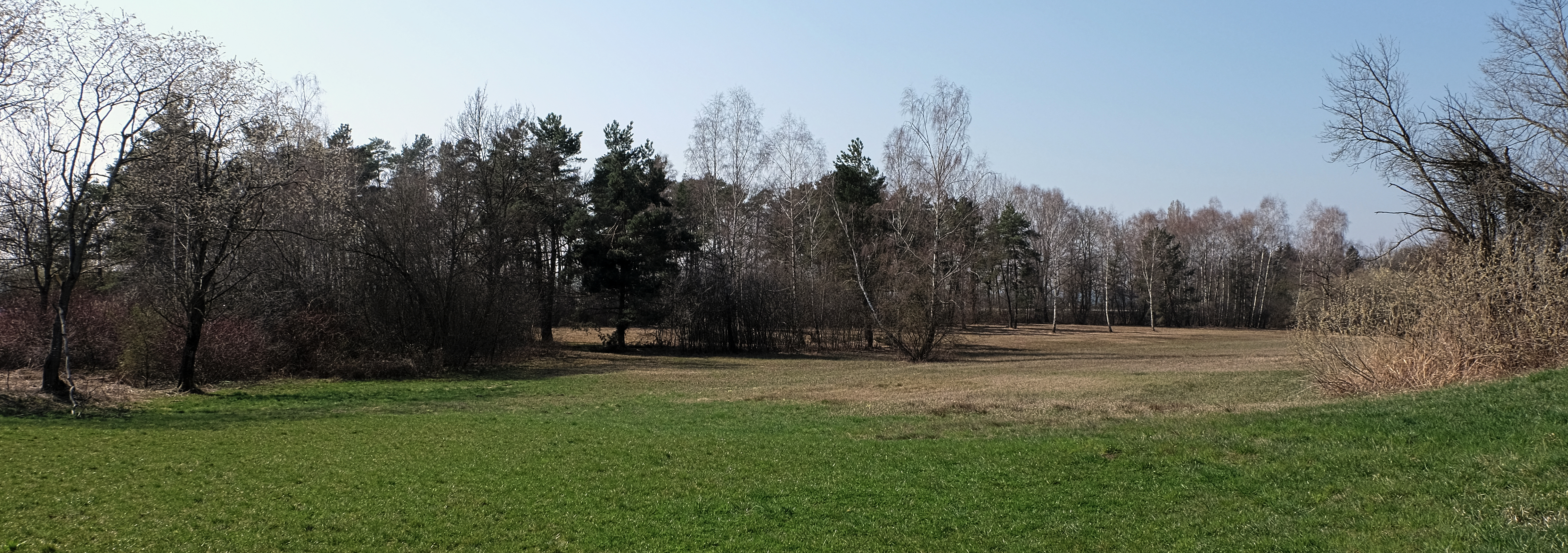
Schwarzelmoos, ND 00127
Blick von SO nach NW

Als flächenhaftes Naturdenkmal ist die Toteisverlandung Schwarzelmoos auf dem Gemeindegebiet von Chieming im Landkreis Traunstein seit Mai 1981 unter Schutz gestellt. Das Bayerische Landesamt für Umwelt (LfU) führt sie unter der Nummer ND-00127.

## Lage

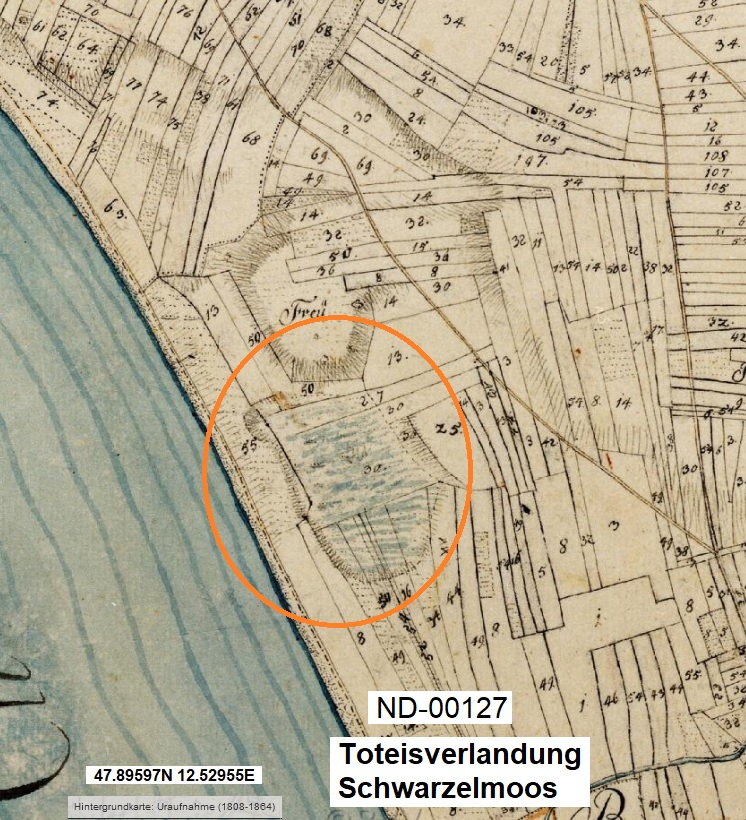
Schwarzelmoos in hist. Karte

Das Schwarzelmoos liegt nördlich von Chieming, ca. 80 m vom Chiemseeufer entfernt auf einer Höhe von 220 m ü. NN, das sind 1,2 m über dem mittleren Wasserspiegel (MW) des Chiemsee. Die nahezu ovale Ausdehnung von 200 m NW nach SO und einer Breite von 120 m Breite orientiert sich parallel zum westlich gelegene Chiemseeufer.
Auf der historischen Karte der Uraufnahme (1808–1864) sind die umrandenden Böschungen durch Schraffur markiert. Die bläuliche Ausmalung dürfte auf den moorigen Untergrund hinweisen.

## Schutzgebiet und Verordnung

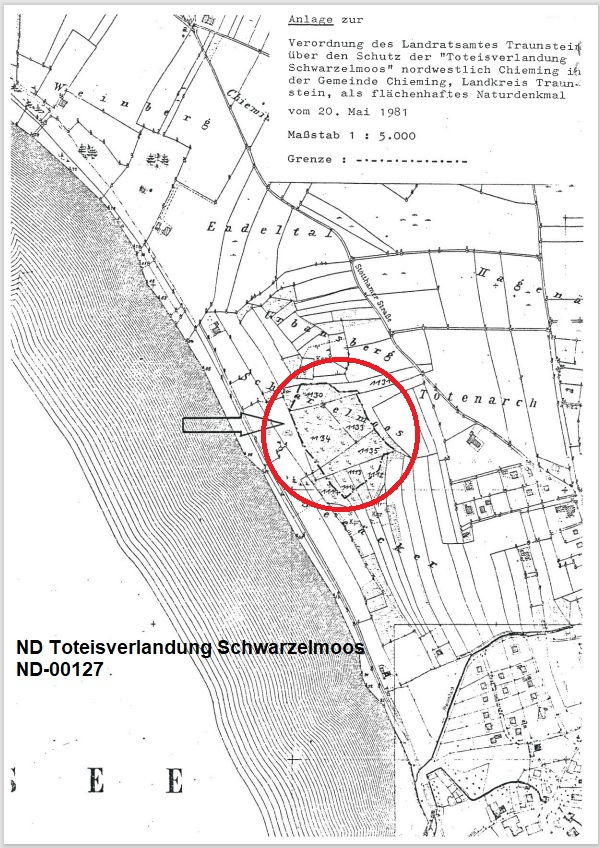
Lageplan Amtsblatt

Die Toteisverlandung Schwarzelmoos (2,02 ha) ist durch Verordnung des Landratsamtes Traunstein (92/81) vom 20. Mai 1981, als flächenhaftes Naturdenkmal unter Schutz gestellt.
Die Verordnung führt aus, dass es sich um ein hochwertiges Biotop handelt und seine Erhaltung wegen seiner hervorragenden Eigenart und Seltenheit, seiner ökologischen, wissenschaftlichen, floristischen und faunistischen Bedeutung im öffentlichen Interesse liegt.

## Geologie
In den Erläuterungen zu der Geologischen Karte von Bayern wird das Schwarzelmoos beschrieben als:
- Toteisloch mit Übergangsmoorvegetation und am Westrand Übergangsmoorwald, bis 6 m tief.[1]

Berichtet wird von der Entnahme von Bodenproben und deren pollenanalytischen Auswertungen. In der Mitte des Moores wurden noch spärliche Reste von Binsenschneide (Cladium mariscus) angetroffen.